# Skrigefugle
Skrigefugle (Coraciiformes) er en fugleorden med 6 familier.

## Klassifikation
Orden: Skrigefugle Coraciiformes
- Familie Ellekrager Coraciidae (ellekrage ...)
- Familie Jordellekrager Brachypteraciidae
- Familie Motmoter Momotidae (blåkronet motmot...)
- Familie Todier Todidae
- Familie Isfugle Alcedinidae (isfugl ...)
- Familie Biædere Meropidae (biæder ...)

Familierne Næsehornsfugle Bucerotidae (stor næsehornsfugl...), Hærfugle Upupidae (hærfugl ...) og Skovhærfugle Phoeniculidae er nu i ordenen Bucerotiformes, og familien gøgeellekrager Leptosomatidae (gøgeellekrage) er i sin egen orden.
.